# Мајорано ди Монте (Казерта)
Мајорано ди Монте је насеље у Италији у округу Казерта, региону Кампанија.
Према процени из 2011. у насељу је живело 444 становника. Насеље се налази на надморској висини од 464 м.